# Palkovics Krisztián
Palkovics Krisztián (Székesfehérvár, 1975. július 10. –) magyar válogatott jégkorongozó, csatár.

## Pályafutása
A székesfehérvári Fehérvár AV19 saját nevelése, és ezt a klubot szolgálja máig. Ocskay Gáborral junior kora óta egy sorban játszott, egészen társa 2009 márciusában bekövetkezett haláláig. Több mint egy évtizedig meghatározó játékosa volt a csapatnak és a magyar válogatottnak is, amiben 1992-ben mutatkozott be, a C csoportos junior-Európa-bajnokságon. Részese volt a 2008-as szapporói divízió 1-es világbajnokság megnyerésének. A 2009-es A csoportos világbajnokságon is részt vett, és Dánia ellen be is talált. A 2011-es Divízió I-es világbajnokság után visszavonult a nemzeti válogatottból. A továbbiakban a Fehérvár AV19 csapatát erősíti. 11-szeres magyar bajnok.

## Sikerei, díjai
- Divízió I-es vb aranyérmes: 2008
- Divízió I-es vb ezüstérmes: 2002, 2007, 2010, 2011
- Divízió I-es vb bronzérmes: 2003, 2005
- Egyesület: Alba Volán SC
- 9-szeres magyar bajnok
- 5-szörös Magyar Kupa-győztes
- 2-szeres Interliga-győztes